# Blod & Ild
Blod & Ild – trzeci album studyjny norweskiego zespołu muzycznego Helheim. Nagrany i wydany przez Sjef studio w 2000 roku. 

## Lista utworów
1. „Blod og ild” – 4:55
2. „Evig” – 4:06
3. „Helheim part II” – 2:!3
4. „Jernskogen” – 3:44
5. „Åsgårdsreien” – 4:18
6. „Kjenn din fiende” – 6:14
7. „Odins møy” – 4:29
8. „Terrorveldet” – 6:58
9. „Yme” – 2:44

## Twórcy
- Hrymr – perkusja, instrumenty klawiszowe
- V'gandr – gitara basowa, śpiew
- H'grimnir – gitara klasyczna, wokal wspierający
- Thorbjørn[1] – gitara